# Opuntia lagopus
Opuntia lagopus là một loài thực vật có hoa trong họ Cactaceae. Loài này được K. Schum. mô tả khoa học đầu tiên năm 1903.